# Anarpia incertalis
Anarpia incertalis là một loài bướm đêm trong họ Crambidae.